# Ancinus panamensis
Ancinus panamensis is een pissebed uit de familie Ancinidae. De wetenschappelijke naam van de soort is voor het eerst geldig gepubliceerd in 1974 door Glynn & Glynn.